# 藤波隆之
藤波 隆之（ふじなみ たかゆき、1930年 - ）は、日本の演劇研究家。

## 来歴
東京生まれ。1953年東北大学文学部国史学科卒業。藤波小道具勤務の後、国立劇場理事、日本芸術文化振興会理事、青山学院大学、放送大学講師など。日本演劇協会監事、国際演劇協会日本センター理事。1988年『近代歌舞伎論の黎明』で河竹賞受賞。

## 著書
- 伝統芸能の周辺 未來社 1982
- 近代歌舞伎論の黎明 小宮豊隆と小山内薫 学芸書林 1987
- 伝統演劇の再発見 白水社 1988
- 歌舞伎の世界 講談社 1989 「歌舞伎ってなんだ?」講談社文庫

編著
- 桐一葉・鳥辺山心中・修禅寺物語（歌舞伎オン・ステージ） 白水社 1992
- 日本芸能人名事典 倉田喜弘共編 三省堂 1995